# The Story of M4
《The Story of M4》는 2010년 2월에 발표한, 음악 그룹 M4의 미니 앨범이다. M4는 솔로 가수 김원준과 최재훈, 그리고 각자 소속된 그룹이 있는, 유리상자의 이세준과 캔의 배기성, 이렇게 네 남자 가수가 모여 만든 프로젝트 보컬 그룹이다. 그룹 이름에서 "M"은 1972년생 쥐띠의 Mouse, Music의 "M"을 가리키며, 그룹 테마는 "우정"과 "유쾌함"이다.
총 6곡이 수록되었으며, 타이틀 곡은 김원이 작사, 작곡한 "널 위한 멜로디"이다. 수록된 4개의 곡은 각 멤버별로 다른 멤버의 기존 노래를 새롭게 리메이크한 솔로 곡들이며, 여섯 곡 중 나머지 한 곡은 타이틀 곡 "널 위한 멜로디"의 연주곡 버전이다. 타이틀 곡 "널 위한 멜로디"는 미디엄 템포의 팝 발라드이다.

## 제작
15년 동안 우정을 쌓아 온 이들은 이미 그 당시부터 이와 같은 프로젝트 음반을 만들기로 하였으나 계속 미루기만 하다가 2009년 말 이세준이 나서서 본격적으로 프로젝트를 추진함으로써 실제 음반 제작으로 이어졌다. 이들은 작업한 지 두 달 만에 음반을 완성하였다. 타이틀 곡은 본래 자작곡으로 하려 했으나 각자 음악 성향이 크게 다름으로 해서 중립을 위해 제3자가 쓴 곡을 받아 만들었다.

## 발매
이 음반은 오프라인과 온라인으로 동시에 출시된 것이 아닌, 온라인 디지털 배급을 통해 수록 곡들이 하나씩 순차적으로 발표되었다. 2010년 2월 2일에는 이세준의 "모두 잠든 후에" (원곡 김원준), 4일에는 최재훈의 "순애보" (원곡 유리상자), 16일에는 김원준의 "가라가라" (원곡 캔), 18일에는 배기성의 "널 보낸 후에" (원곡 최재훈)가 발표되었고, 타이틀 곡 "널 위한 멜로디"가 25일 발표됨과 동시에 온라인 및 오프라인으로 음반이 온전히 공개되었다.

## 수록 곡 목록
1. "널 위한 멜로디" (노래: M4)
2. "모두 잠든 후에" (Feat. 김진표) 
 (노래: 이세준)
3. "순애보" (Narr. 김정은) 
 (노래: 최재훈)
4. "가라가라" (Feat. 길미) 
 (노래: 김원준)
5. "널 보낸 후에" (노래: 배기성)
6. "널 위한 멜로디" (Instrumental)

## 음악회
M4는 2010년 4월 9일~10일, 서울 연세대학교 100주년 기념관에서 콘서트 M4ever Season-1을 개최함으로써 정확히 7주 동안의 음반 활동을 마무리지었다.